# Interlands Fins voetbalelftal 1920-1929
Deze pagina toont een chronologisch en gedetailleerd overzicht van de interlands die het Fins voetbalelftal speelde in de periode 1920 – 1929.

## Interlands

### 1920
|                                                                    |                                          |       |         |                                                                                   |
| 30 mei Vriendschappelijk № 10 «onderlinge duels» 14:00 uur (UTC+1) | Zweden                                   | 4 – 0 | Finland | Olympisch Stadion, Stockholm Toeschouwers: 10.000 Scheidsrechter: Paul Putz (BEL) |
| 30 mei Vriendschappelijk № 10 «onderlinge duels» 14:00 uur (UTC+1) | Albin Dahl 38', 69' Karl Krantz 75', 76' |       |         | Olympisch Stadion, Stockholm Toeschouwers: 10.000 Scheidsrechter: Paul Putz (BEL) |

|                                                                             |                |       |        |                                                                                         |
| 19 september Vriendschappelijk № 11 «onderlinge duels» 14:00 uur (UTC+1:40) | Finland        | 1 – 0 | Zweden | Töölön Pallokenttä, Helsinki Toeschouwers: 4.500 Scheidsrechter: Thorvald Johnson (NOR) |
| 19 september Vriendschappelijk № 11 «onderlinge duels» 14:00 uur (UTC+1:40) | Jarl Öhman 36' |       |        | Töölön Pallokenttä, Helsinki Toeschouwers: 4.500 Scheidsrechter: Thorvald Johnson (NOR) |

|                                                                           | |       |         |                                                                                      |
| 17 oktober Vriendschappelijk № 12 «onderlinge duels» 13:00 uur (UTC+1:40) | Finland                                                                                                | 6 – 0 | Estland | Töölön Pallokenttä, Helsinki Toeschouwers: 2.500 Scheidsrechter: Kaarlo Soinio (FIN) |
| 17 oktober Vriendschappelijk № 12 «onderlinge duels» 13:00 uur (UTC+1:40) | Gunnar Öhman 5' Verner Eklöf 10' Jarl Österholm 15' Lauri Tanner 35' Lauri Tanner 70' Verner Eklöf 80' |       |         | Töölön Pallokenttä, Helsinki Toeschouwers: 2.500 Scheidsrechter: Kaarlo Soinio (FIN) |

### 1921
|                                                                    |                                           |       |                                    |                                                                          |
| 25 mei Vriendschappelijk № 13 «onderlinge duels» 19:00 uur (UTC+1) | Noorwegen                                 | 3 – 2 | Finland                            | Gressbanen, Oslo Toeschouwers: 14.000 Scheidsrechter: Ernst Albihn (SWE) |
| 25 mei Vriendschappelijk № 13 «onderlinge duels» 19:00 uur (UTC+1) | Finn Berstad 30', 43' Michael Paulsen 48' |       | 15' Verner Eklöf 31' Bruno Mantila | Gressbanen, Oslo Toeschouwers: 14.000 Scheidsrechter: Ernst Albihn (SWE) |

|                                                                    |        |                                         |         |                                                                                          |
| 29 mei Vriendschappelijk № 14 «onderlinge duels» 13:30 uur (UTC+1) | Zweden | 0 – 3                                   | Finland | Olympisch Stadion, Stockholm Toeschouwers: 12.000 Scheidsrechter: Lauritz Andersen (DEN) |
| 29 mei Vriendschappelijk № 14 «onderlinge duels» 13:30 uur (UTC+1) |        | 10' Gunnar Öhman 28', 89' Hjalmar Kelin |         | Olympisch Stadion, Stockholm Toeschouwers: 12.000 Scheidsrechter: Lauritz Andersen (DEN) |

|                                                                     |                                         |       |                                          |                                                                                    |
| 31 juli Vriendschappelijk № 15 «onderlinge duels» 13:00 uur (UTC+2) | Finland                                 | 2 – 3 | Oostenrijk                               | Töölön Pallokenttä, Helsinki Toeschouwers: 8.000 Scheidsrechter: Willem Boas (NED) |
| 31 juli Vriendschappelijk № 15 «onderlinge duels» 13:00 uur (UTC+2) | Bruno Mantila 26' Josef Blum 65' (e.d.) |       | 47', 80' Josef Uridil 68' Johann Neumann | Töölön Pallokenttä, Helsinki Toeschouwers: 8.000 Scheidsrechter: Willem Boas (NED) |

|                                                                         |         |                                                            |         |                                                                                          |
| 28 augustus Vriendschappelijk № 16 «onderlinge duels» 18:00 uur (UTC+2) | Estland | 0 – 3                                                      | Finland | Tiigiveski Spordiplats, Tallinn Toeschouwers: 2.500 Scheidsrechter: Bengt Sjöström (FIN) |
| 28 augustus Vriendschappelijk № 16 «onderlinge duels» 18:00 uur (UTC+2) |         | 3' Einar Grannas 9' Vilho Hirvonen 78' (pen.) Verner Eklöf |         | Tiigiveski Spordiplats, Tallinn Toeschouwers: 2.500 Scheidsrechter: Bengt Sjöström (FIN) |

|                                                                          |                                                    |       |                                     |                                                                                    |
| 18 september Vriendschappelijk № 17 «onderlinge duels» 13:00 uur (UTC+2) | Duitsland                                          | 3 – 3 | Finland                             | Töölön Pallokenttä, Helsinki Toeschouwers: 8.000 Scheidsrechter: Gösta Björk (SWE) |
| 18 september Vriendschappelijk № 17 «onderlinge duels» 13:00 uur (UTC+2) | Verner Eklöf 12' Holger Thorn 54' Gunnar Öhman 88' |       | 5', 66' Sepp Herberger 7' Hans Kalb | Töölön Pallokenttä, Helsinki Toeschouwers: 8.000 Scheidsrechter: Gösta Björk (SWE) |

### 1922
|                                                                    |                   |       |                                             |                                                                                   |
| 5 juni Vriendschappelijk № 18 «onderlinge duels» 18:00 uur (UTC+2) | Finland           | 1 – 4 | Zweden                                      | Töölön Pallokenttä, Helsinki Toeschouwers: 5.000 Scheidsrechter: Hugo Meisl (AUT) |
| 5 juni Vriendschappelijk № 18 «onderlinge duels» 18:00 uur (UTC+2) | Helmer Edlund 47' |       | 5', 47' Helmer Edlund 10', 73' Per Kaufeldt | Töölön Pallokenttä, Helsinki Toeschouwers: 5.000 Scheidsrechter: Hugo Meisl (AUT) |

|                                                                     |                   |       |                                                                     |                                                                                        |
| 13 juli Vriendschappelijk № 19 «onderlinge duels» 18:30 uur (UTC+2) | Finland           | 1 – 5 | Hongarije                                                           | Töölön Pallokenttä, Helsinki Toeschouwers: 5.000 Scheidsrechter: Artur Björklund (SWE) |
| 13 juli Vriendschappelijk № 19 «onderlinge duels» 18:30 uur (UTC+2) | Hjalmar Kelin 56' |       | 22', 83' Ernő Schwarz 64' (pen.) Károly Fogl 69', 81' Mihály Pataki | Töölön Pallokenttä, Helsinki Toeschouwers: 5.000 Scheidsrechter: Artur Björklund (SWE) |

|                                                                         | |        |                                      |                                                                                      |
| 11 augustus Vriendschappelijk № 20 «onderlinge duels» 18:30 uur (UTC+2) | Finland | 10 – 2 | Estland                              | Töölön Pallokenttä, Helsinki Toeschouwers: 2.000 Scheidsrechter: Gösta Löfgren (SWE) |
| 11 augustus Vriendschappelijk № 20 «onderlinge duels» 18:30 uur (UTC+2) | Jarl Öhman 1' Jarl Öhman 9' Jarl Öhman 14' (pen.) Bruno Mantila 37' Jarl Öhman 46' Verner Eklöf 48' Jarl Öhman 50' Verner Eklöf 59' Jarl Öhman 69' Bruno Mantila 84' |        | 40' Arnold Kuulman 42' Vladimir Tell | Töölön Pallokenttä, Helsinki Toeschouwers: 2.000 Scheidsrechter: Gösta Löfgren (SWE) |

|                                                                         |                  |       |                                                         |                                                                                        |
| 26 augustus Vriendschappelijk № 21 «onderlinge duels» 17:30 uur (UTC+2) | Finland          | 1 – 3 | Noorwegen                                               | Töölön Pallokenttä, Helsinki Toeschouwers: 5.000 Scheidsrechter: Erik Gustafsson (SWE) |
| 26 augustus Vriendschappelijk № 21 «onderlinge duels» 17:30 uur (UTC+2) | Verner Eklöf 60' |       | 38' Wilhelm Nilsen 43' Harald Strøm 85' Einar Gundersen | Töölön Pallokenttä, Helsinki Toeschouwers: 5.000 Scheidsrechter: Erik Gustafsson (SWE) |

### 1923
|                                                                     |                                          |       |         |                                                                         |
| 17 juni Vriendschappelijk № 22 «onderlinge duels» 12:30 uur (UTC+1) | Noorwegen                                | 3 – 0 | Finland | Gressbanen, Oslo Toeschouwers: 12.000 Scheidsrechter: John Fowler (ENG) |
| 17 juni Vriendschappelijk № 22 «onderlinge duels» 12:30 uur (UTC+1) | Harald Strøm 29', 60' Bjarne Johnsen 75' |       |         | Gressbanen, Oslo Toeschouwers: 12.000 Scheidsrechter: John Fowler (ENG) |

|                                                                     |                                                                |       |                                                        |                                                                           |
| 20 juni Vriendschappelijk № 23 «onderlinge duels» 19:15 uur (UTC+1) | Zweden                                                         | 5 – 4 | Finland                                                | Strömvallen, Gävle Toeschouwers: 4.055 Scheidsrechter: Peco Bauwens (GER) |
| 20 juni Vriendschappelijk № 23 «onderlinge duels» 19:15 uur (UTC+1) | Sven Rydell 1' Gunnar Paulsson 31', 48', 64' Bror Carlsson 37' |       | 4' Hjalmar Kelin 20', 54' Aarne Linna 66' Verner Eklöf | Strömvallen, Gävle Toeschouwers: 4.055 Scheidsrechter: Peco Bauwens (GER) |

|                                                                         |                         |       |                                         |                                                                                 |
| 12 augustus Vriendschappelijk № 24 «onderlinge duels» 16:00 uur (UTC+1) | Duitsland               | 1 – 2 | Finland                                 | Ilgen-Kampfbahn, Dresden Toeschouwers: 25.000 Scheidsrechter: Job Mutters (NED) |
| 12 augustus Vriendschappelijk № 24 «onderlinge duels» 16:00 uur (UTC+1) | Walter Claus-Oehler 31' |       | 10' (e.d.) Henry Müller 27' Aarne Linna | Ilgen-Kampfbahn, Dresden Toeschouwers: 25.000 Scheidsrechter: Job Mutters (NED) |

|                                                                         |                       |       |                  |                                                                                      |
| 15 augustus Vriendschappelijk № 25 «onderlinge duels» 17:00 uur (UTC+1) | Oostenrijk            | 2 – 1 | Finland          | Hohe Wartestadion, Wenen Toeschouwers: 35.000 Scheidsrechter: František Cejnar (TCH) |
| 15 augustus Vriendschappelijk № 25 «onderlinge duels» 17:00 uur (UTC+1) | Gustav Wieser 5', 75' |       | 42' Verner Eklöf | Hohe Wartestadion, Wenen Toeschouwers: 35.000 Scheidsrechter: František Cejnar (TCH) |

|                                                                         |                                         |       |                 |                                                                            |
| 19 augustus Vriendschappelijk № 26 «onderlinge duels» 17:00 uur (UTC+1) | Hongarije                               | 3 – 1 | Finland         | Üllői út, Boedapest Toeschouwers: 16.000 Scheidsrechter: Max Seemann (AUT) |
| 19 augustus Vriendschappelijk № 26 «onderlinge duels» 17:00 uur (UTC+1) | József Braun 50', 53' Ferenc Hirzer 86' |       | 37' Aarne Linna | Üllői út, Boedapest Toeschouwers: 16.000 Scheidsrechter: Max Seemann (AUT) |

|                                                                          |                                                                |       |                                                  |                                                                                      |
| 23 september Vriendschappelijk № 27 «onderlinge duels» 12:00 uur (UTC+2) | Finland                                                        | 5 – 3 | Polen                                            | Töölön Pallokenttä, Helsinki Toeschouwers: 3.000 Scheidsrechter: August Silber (EST) |
| 23 september Vriendschappelijk № 27 «onderlinge duels» 12:00 uur (UTC+2) | Verner Eklöf 15', 37' Aarne Linna 23' Kalle Fallström 60', 70' |       | 37', 80' Wawrzyniec Staliński 83' Juliusz Müller | Töölön Pallokenttä, Helsinki Toeschouwers: 3.000 Scheidsrechter: August Silber (EST) |

|                                                                          |                                            |       |                       |                                                                                |
| 30 september Vriendschappelijk № 28 «onderlinge duels» 15:00 uur (UTC+2) | Estland                                    | 2 – 1 | Finland               | Spordi Staadion, Tallinn Toeschouwers: 4.000 Scheidsrechter: Gunnar Sund (SWE) |
| 30 september Vriendschappelijk № 28 «onderlinge duels» 15:00 uur (UTC+2) | Vladimir Tell 24' Ernst-Aleksandr Joll 84' |       | 67' Torsten Österlund | Spordi Staadion, Tallinn Toeschouwers: 4.000 Scheidsrechter: Gunnar Sund (SWE) |

### 1924
|                                                                     |                                              |       |                                    |                                                                                      |
| 17 juni Vriendschappelijk № 29 «onderlinge duels» 19:00 uur (UTC+2) | Finland                                      | 2 – 4 | Turkije                            | Töölön Pallokenttä, Helsinki Toeschouwers: 6.000 Scheidsrechter: Gösta Löfgren (FIN) |
| 17 juni Vriendschappelijk № 29 «onderlinge duels» 19:00 uur (UTC+2) | Hjalmar Kelin 30' Kalle Fallström 80' (pen.) |       | 3', 15', 37', 87' Zeki Rıza Sporel | Töölön Pallokenttä, Helsinki Toeschouwers: 6.000 Scheidsrechter: Gösta Löfgren (FIN) |

|                                                                     |                                                                                   |       |                                                                                                |                                                                                       |
| 28 juli Vriendschappelijk № 30 «onderlinge duels» 19:00 uur (UTC+2) | Zweden                                                                            | 5 – 7 | Finland                                                                                        | Töölön Pallokenttä, Helsinki Toeschouwers: 3.500 Scheidsrechter: Julius Reinans (EST) |
| 28 juli Vriendschappelijk № 30 «onderlinge duels» 19:00 uur (UTC+2) | Kalle Fallström 8', 15' Verner Eklöf 25' Aulis Koponen 29' Alexander Karjagin 42' |       | 18', 89' Algot Haglund 35' (pen.), 77' (pen.), 84' (pen.) Rudolf Kock 65', 70' Bertil Karlsson | Töölön Pallokenttä, Helsinki Toeschouwers: 3.500 Scheidsrechter: Julius Reinans (EST) |

|                                                                         |                   |       |         |                                                                                      |
| 10 augustus Vriendschappelijk № 31 «onderlinge duels» 17:00 uur (UTC+1) | Polen             | 1 – 0 | Finland | Stadion Agrykola, Warschau Toeschouwers: 4.000 Scheidsrechter: Bohumil Ženišek (TCH) |
| 10 augustus Vriendschappelijk № 31 «onderlinge duels» 17:00 uur (UTC+1) | Henryk Reyman 59' |       |         | Stadion Agrykola, Warschau Toeschouwers: 4.000 Scheidsrechter: Bohumil Ženišek (TCH) |

|                                                                            |         |                                       |         |                                                                             |
| 14 augustus Vriendschappelijk № 32 «onderlinge duels» 18:00 uur (UTC+1:37) | Letland | 0 – 2                                 | Finland | LSB Stadions, Riga Toeschouwers: 4.000 Scheidsrechter: Heinrich Plhak (AUT) |
| 14 augustus Vriendschappelijk № 32 «onderlinge duels» 18:00 uur (UTC+1:37) |         | 13' Kalle Fallström 26' Aulis Koponen |         | LSB Stadions, Riga Toeschouwers: 4.000 Scheidsrechter: Heinrich Plhak (AUT) |

|                                                                         |                                         |       |           |                                                                                      |
| 23 augustus Vriendschappelijk № 33 «onderlinge duels» 17:30 uur (UTC+2) | Finland                                 | 2 – 0 | Noorwegen | Töölön Pallokenttä, Helsinki Toeschouwers: 3.000 Scheidsrechter: Ruben Gelbord (SWE) |
| 23 augustus Vriendschappelijk № 33 «onderlinge duels» 17:30 uur (UTC+2) | William Kanerva 34' Kalle Fallström 42' |       |           | Töölön Pallokenttä, Helsinki Toeschouwers: 3.000 Scheidsrechter: Ruben Gelbord (SWE) |

|                                                                          |                                                                      |       |         |                                                                                       |
| 14 september Vriendschappelijk № 34 «onderlinge duels» 13:30 uur (UTC+2) | Finland                                                              | 4 – 0 | Estland | Töölön Pallokenttä, Helsinki Toeschouwers: 4.000 Scheidsrechter: Axel Bergqvist (SWE) |
| 14 september Vriendschappelijk № 34 «onderlinge duels» 13:30 uur (UTC+2) | Yrjö Kanerva 20' Eino Soinio 50' Aulis Koponen 65' Aulis Koponen 85' |       |         | Töölön Pallokenttä, Helsinki Toeschouwers: 4.000 Scheidsrechter: Axel Bergqvist (SWE) |

### 1925
|                                                                    |                     |       |         |                                                                            |
| 7 juni Vriendschappelijk № 35 «onderlinge duels» 12:30 uur (UTC+1) | Noorwegen           | 1 – 0 | Finland | Gressbanen, Oslo Toeschouwers: 12.000 Scheidsrechter: Axel Bergqvist (SWE) |
| 7 juni Vriendschappelijk № 35 «onderlinge duels» 12:30 uur (UTC+1) | Alexander Olsen 86' |       |         | Gressbanen, Oslo Toeschouwers: 12.000 Scheidsrechter: Axel Bergqvist (SWE) |

|                                                                    |                                     |       |         |                                                                                        |
| 9 juni Vriendschappelijk № 36 «onderlinge duels» 19:15 uur (UTC+1) | Zweden                              | 4 – 0 | Finland | Slottsskogsvallen, Göteborg Toeschouwers: 7.500 Scheidsrechter: Ragnvald Smedvik (NOR) |
| 9 juni Vriendschappelijk № 36 «onderlinge duels» 19:15 uur (UTC+1) | Filip Johansson 8', 23', 72' (pen.) |       |         | Slottsskogsvallen, Göteborg Toeschouwers: 7.500 Scheidsrechter: Ragnvald Smedvik (NOR) |

|                                                                     |                                     |       |                                                              |                                                                                       |
| 26 juni Vriendschappelijk № 37 «onderlinge duels» 19:00 uur (UTC+2) | Finland                             | 3 – 5 | Duitsland                                                    | Töölön Pallokenttä, Helsinki Toeschouwers: 3.500 Scheidsrechter: Sigfrid Benzer (SWE) |
| 26 juni Vriendschappelijk № 37 «onderlinge duels» 19:00 uur (UTC+2) | Hjalmar Kelin 28' Aulis Koponen 50' |       | 52', 71', 79' Paul Pömpner 75' (pen.) Hans Ruch 87' Kurt Voß | Töölön Pallokenttä, Helsinki Toeschouwers: 3.500 Scheidsrechter: Sigfrid Benzer (SWE) |

|                                                                    |                                            |       |         |                                                                                   |
| 5 juli Vriendschappelijk № 38 «onderlinge duels» 19:00 uur (UTC+2) | Estland                                    | 2 – 0 | Finland | Kalevi Keskstaadion, Tallinn Toeschouwers: 3.000 Scheidsrechter: Imre Józsa (HUN) |
| 5 juli Vriendschappelijk № 38 «onderlinge duels» 19:00 uur (UTC+2) | Arnold Pihlak 20' Arnold Pihlak 45' (pen.) |       |         | Kalevi Keskstaadion, Tallinn Toeschouwers: 3.000 Scheidsrechter: Imre Józsa (HUN) |

|                                                                     |                        |       |                                       |                                                                                       |
| 10 juli Vriendschappelijk № 39 «onderlinge duels» 19:00 uur (UTC+2) | Finland                | 1 – 2 | Oostenrijk                            | Töölön Pallokenttä, Helsinki Toeschouwers: 4.000 Scheidsrechter: Axel Bergqvist (SWE) |
| 10 juli Vriendschappelijk № 39 «onderlinge duels» 19:00 uur (UTC+2) | Verner Eklöf 4' (pen.) |       | 40' Franz Dumser 50' Ferdinand Wesely | Töölön Pallokenttä, Helsinki Toeschouwers: 4.000 Scheidsrechter: Axel Bergqvist (SWE) |

|                                                                        |                                           |       |                     |                                                                                     |
| 9 augustus Vriendschappelijk № 40 «onderlinge duels» 18:00 uur (UTC+2) | Finland                                   | 3 – 1 | Letland             | Töölön Pallokenttä, Helsinki Toeschouwers: 2.000 Scheidsrechter: Theodor Malm (SWE) |
| 9 augustus Vriendschappelijk № 40 «onderlinge duels» 18:00 uur (UTC+2) | Verner Eklöf 74' Kalle Fallström 79', 85' |       | 72' Arnolds Tauriņš | Töölön Pallokenttä, Helsinki Toeschouwers: 2.000 Scheidsrechter: Theodor Malm (SWE) |

|                                                                         |                                    |       |                                           |                                                                                       |
| 30 augustus Vriendschappelijk № 41 «onderlinge duels» 13:00 uur (UTC+2) | Finland                            | 2 – 2 | Polen                                     | Töölön Pallokenttä, Helsinki Toeschouwers: 2.500 Scheidsrechter: Trygve Høgberg (NOR) |
| 30 augustus Vriendschappelijk № 41 «onderlinge duels» 13:00 uur (UTC+2) | Aarne Linna 40' Untamo Kulmala 85' |       | 57' Wawrzyniec Staliński 60' Józef Kałuża | Töölön Pallokenttä, Helsinki Toeschouwers: 2.500 Scheidsrechter: Trygve Høgberg (NOR) |

|                                                                          |                                                   |       |                                         |                                                                              |
| 27 september Vriendschappelijk № 42 «onderlinge duels» 14:00 uur (UTC+1) | Denemarken                                        | 3 – 3 | Finland                                 | Aarhus Stadion, Aarhus Toeschouwers: 8.000 Scheidsrechter: Job Mutters (NED) |
| 27 september Vriendschappelijk № 42 «onderlinge duels» 14:00 uur (UTC+1) | Hjalmar Kelin 18' (e.d.) Pauli Jørgensen 61', 67' |       | 24', 35' Verner Eklöf 41' Aulis Koponen | Aarhus Stadion, Aarhus Toeschouwers: 8.000 Scheidsrechter: Job Mutters (NED) |

### 1926
|                                                                    |                          |       |                                                                   |                                                                                       |
| 6 juni Vriendschappelijk № 43 «onderlinge duels» 18:00 uur (UTC+2) | Noorwegen                | 2 – 5 | Finland                                                           | Töölön Pallokenttä, Helsinki Toeschouwers: 4.000 Scheidsrechter: Knut Lundstedt (SWE) |
| 6 juni Vriendschappelijk № 43 «onderlinge duels» 18:00 uur (UTC+2) | William Kanerva 70', 85' |       | 13', 75', 89' Einar Gundersen 56' Egil Jacobsen 60' Arne Andersen | Töölön Pallokenttä, Helsinki Toeschouwers: 4.000 Scheidsrechter: Knut Lundstedt (SWE) |

|                                                                     |                                                      |       |                                    |                                                                                      |
| 20 juni Vriendschappelijk № 44 «onderlinge duels» 18:00 uur (UTC+2) | Finland                                              | 3 – 2 | Denemarken                         | Töölön Pallokenttä, Helsinki Toeschouwers: 5.000 Scheidsrechter: Gustaf Ekberg (SWE) |
| 20 juni Vriendschappelijk № 44 «onderlinge duels» 18:00 uur (UTC+2) | Abbe Lönnberg 6' Hjalmar Kelin 37' Abbe Lönnberg 70' |       | 12' Svend Petersen 16' August Bøge | Töölön Pallokenttä, Helsinki Toeschouwers: 5.000 Scheidsrechter: Gustaf Ekberg (SWE) |

|                                                                     |                                    |       |                                          |                                                                                     |
| 26 juli Vriendschappelijk № 45 «onderlinge duels» 18:15 uur (UTC+2) | Finland                            | 2 – 3 | Zweden                                   | Töölön Pallokenttä, Helsinki Toeschouwers: 4.000 Scheidsrechter: Peco Bauwens (GER) |
| 26 juli Vriendschappelijk № 45 «onderlinge duels» 18:15 uur (UTC+2) | William Kanerva 5' Sulo Saario 28' |       | 62', 82' Axel Hedström 84' John Sundberg | Töölön Pallokenttä, Helsinki Toeschouwers: 4.000 Scheidsrechter: Peco Bauwens (GER) |

|                                                                        |                                                                               |       |                   |                                                                                  |
| 8 augustus Vriendschappelijk № 46 «onderlinge duels» 16:00 uur (UTC+1) | Polen                                                                         | 7 – 1 | Finland           | Stadion Warty, Poznan Toeschouwers: 9.000 Scheidsrechter: František Cejnar (TCH) |
| 8 augustus Vriendschappelijk № 46 «onderlinge duels» 16:00 uur (UTC+1) | Wawrzyniec Staliński 9', 60', 72' Mieczysław Batsch 33' (pen.), 44', 77', 90' |       | 40' Leo Laaksonen | Stadion Warty, Poznan Toeschouwers: 9.000 Scheidsrechter: František Cejnar (TCH) |

|                                                                         |                     |       |                                                           |                                                                            |
| 12 augustus Vriendschappelijk № 47 «onderlinge duels» 18:30 uur (UTC+2) | Letland             | 1 – 4 | Finland                                                   | ASK Stadions, Riga Toeschouwers: 4.000 Scheidsrechter: August Silber (EST) |
| 12 augustus Vriendschappelijk № 47 «onderlinge duels» 18:30 uur (UTC+2) | Kurts Strazdiņš 87' |       | 13', 20' Aulis Koponen 25' Bertil Silve 74' Abbe Lönnberg | ASK Stadions, Riga Toeschouwers: 4.000 Scheidsrechter: August Silber (EST) |

|                                                                         |                 |       |                          |                                                                                      |
| 5 september Vriendschappelijk № 48 «onderlinge duels» 12:30 uur (UTC+2) | Finland         | 1 – 1 | Estland                  | Töölön Pallokenttä, Helsinki Toeschouwers: 3.000 Scheidsrechter: Elias Englund (SWE) |
| 5 september Vriendschappelijk № 48 «onderlinge duels» 12:30 uur (UTC+2) | Sulo Saario 60' |       | 36' Ernst-Aleksandr Joll | Töölön Pallokenttä, Helsinki Toeschouwers: 3.000 Scheidsrechter: Elias Englund (SWE) |

### 1927
|                                                                     |                                                                                   |       |                        |                                                                                          |
| 12 juni Vriendschappelijk № 49 «onderlinge duels» 13:15 uur (UTC+1) | Zweden                                                                            | 6 – 2 | Finland                | Olympisch Stadion, Stockholm Toeschouwers: 17.000 Scheidsrechter: Ragnvald Smedvik (NOR) |
| 12 juni Vriendschappelijk № 49 «onderlinge duels» 13:15 uur (UTC+1) | Albin Hallbäck 24', 88' Per Kaufeldt 33' Bertil Johansson 71', 85' Harry Dahl 79' |       | 73', 87' Gunnar Åström | Olympisch Stadion, Stockholm Toeschouwers: 17.000 Scheidsrechter: Ragnvald Smedvik (NOR) |

|                                                                     |                                                   |       |                   |                                                                                  |
| 15 juni Vriendschappelijk № 50 «onderlinge duels» 19:30 uur (UTC+1) | Noorwegen                                         | 3 – 1 | Finland           | Ullevaalstadion, Oslo Toeschouwers: 16.000 Scheidsrechter: Artur Björklund (SWE) |
| 15 juni Vriendschappelijk № 50 «onderlinge duels» 19:30 uur (UTC+1) | Arne Møller 24' Harald Strøm 47' Finn Berstad 63' |       | 54' Gunnar Åström | Ullevaalstadion, Oslo Toeschouwers: 16.000 Scheidsrechter: Artur Björklund (SWE) |

|                                                                         |                                            |       |                    |                                                                                   |
| 10 augustus Vriendschappelijk № 51 «onderlinge duels» 18:30 uur (UTC+2) | Estland                                    | 2 – 1 | Finland            | Kadriorustadion, Tallinn Toeschouwers: 5.000 Scheidsrechter: Axel Bergqvist (SWE) |
| 10 augustus Vriendschappelijk № 51 «onderlinge duels» 18:30 uur (UTC+2) | Arnold Pihlak 11' Ernst-Aleksandr Joll 59' |       | 52' Untamo Kulmala | Kadriorustadion, Tallinn Toeschouwers: 5.000 Scheidsrechter: Axel Bergqvist (SWE) |

|                                                                          |                                                                |       |                      |                                                                                      |
| 11 september Vriendschappelijk № 52 «onderlinge duels» 13:00 uur (UTC+2) | Finland                                                        | 3 – 1 | Letland              | Töölön Pallokenttä, Helsinki Toeschouwers: 2.500 Scheidsrechter: Heinrich Paal (EST) |
| 11 september Vriendschappelijk № 52 «onderlinge duels» 13:00 uur (UTC+2) | Pēteris Lauks 40' (e.d.) Kalle Fallström 41' Aulis Koponen 80' |       | 62' Alberts Šeibelis | Töölön Pallokenttä, Helsinki Toeschouwers: 2.500 Scheidsrechter: Heinrich Paal (EST) |

### 1928
|                                                                    |         |                                                                          |           |                                                                                         |
| 3 juni Vriendschappelijk № 53 «onderlinge duels» 14:30 uur (UTC+2) | Finland | 0 – 6                                                                    | Noorwegen | Töölön Pallokenttä, Helsinki Toeschouwers: 6.000 Scheidsrechter: Ragnar Bäckström (SWE) |
| 3 juni Vriendschappelijk № 53 «onderlinge duels» 14:30 uur (UTC+2) |         | 3', 16', 32', 52' Einar Andersen 61' Sigurd Andersen 62' Johnny Helgesen |           | Töölön Pallokenttä, Helsinki Toeschouwers: 6.000 Scheidsrechter: Ragnar Bäckström (SWE) |

|                                                                         |                                    |       |                                     |                                                                                        |
| 12 augustus Vriendschappelijk № 54 «onderlinge duels» 13:00 uur (UTC+2) | Finland                            | 2 – 2 | Estland                             | Töölön Pallokenttä, Helsinki Toeschouwers: 3.000 Scheidsrechter: Alf Hillerström (SWE) |
| 12 augustus Vriendschappelijk № 54 «onderlinge duels» 13:00 uur (UTC+2) | Gunnar Åström 30' Yrjö Kanerva 63' |       | 41' Arnold Pihlak 74' Heinrich Paal | Töölön Pallokenttä, Helsinki Toeschouwers: 3.000 Scheidsrechter: Alf Hillerström (SWE) |

|                                                                         |                                           |       |                          |                                                                            |
| 19 augustus Vriendschappelijk № 55 «onderlinge duels» 17:00 uur (UTC+2) | Letland                                   | 2 – 1 | Finland                  | LSB Stadions, Riga Toeschouwers: 1.000 Scheidsrechter: Heinrich Paal (EST) |
| 19 augustus Vriendschappelijk № 55 «onderlinge duels» 17:00 uur (UTC+2) | Arkādijs Pavlovs 62' Arkādijs Pavlovs 87' |       | 90' (pen.) Abbe Lönnberg | LSB Stadions, Riga Toeschouwers: 1.000 Scheidsrechter: Heinrich Paal (EST) |

|                                                                         |                                       |       |                                           |                                                                                             |
| 2 september Vriendschappelijk № 56 «onderlinge duels» 13:00 uur (UTC+2) | Finland                               | 2 – 3 | Zweden                                    | Töölön Pallokenttä, Helsinki Toeschouwers: 5.000 Scheidsrechter: Karl August Andersen (NOR) |
| 2 september Vriendschappelijk № 56 «onderlinge duels» 13:00 uur (UTC+2) | Jarl Malmgren 60' William Kanerva 77' |       | 3' Erik Bergström 8', 79' Helge Andersson | Töölön Pallokenttä, Helsinki Toeschouwers: 5.000 Scheidsrechter: Karl August Andersen (NOR) |

### 1929
|                                                                                |                                                 |       |                   |                                                                                            |
| 14 juni Noords Kampioenschap 1929/32 № 57 «onderlinge duels» 19:15 uur (UTC+1) | Zweden                                          | 3 – 1 | Finland           | Olympisch Stadion, Stockholm Toeschouwers: 16.982 Scheidsrechter: Fredrik Schieldrop (NOR) |
| 14 juni Noords Kampioenschap 1929/32 № 57 «onderlinge duels» 19:15 uur (UTC+1) | Harry Lundahl 38' (pen.) Karl Erik Holmberg 76' |       | 75' Aulis Koponen | Olympisch Stadion, Stockholm Toeschouwers: 16.982 Scheidsrechter: Fredrik Schieldrop (NOR) |

|                                                                                |                                              |       |         |                                                                              |
| 18 juni Noords Kampioenschap 1929/32 № 58 «onderlinge duels» 19:30 uur (UTC+1) | Noorwegen                                    | 4 – 0 | Finland | Ullevaalstadion, Oslo Toeschouwers: 12.000 Scheidsrechter: Carl Olsson (SWE) |
| 18 juni Noords Kampioenschap 1929/32 № 58 «onderlinge duels» 19:30 uur (UTC+1) | Jørgen Juve 8', 15', 73' Erling Andersen 30' |       |         | Ullevaalstadion, Oslo Toeschouwers: 12.000 Scheidsrechter: Carl Olsson (SWE) |

|                                                                     |                |       |                   |                                                                                  |
| 25 juli Vriendschappelijk № 59 «onderlinge duels» 19:00 uur (UTC+2) | Estland        | 1 – 1 | Finland           | Kadriorustadion, Tallinn Toeschouwers: 3.000 Scheidsrechter: Gustaf Ekberg (SWE) |
| 25 juli Vriendschappelijk № 59 «onderlinge duels» 19:00 uur (UTC+2) | Felix Kull 17' |       | 10' Aulis Koponen | Kadriorustadion, Tallinn Toeschouwers: 3.000 Scheidsrechter: Gustaf Ekberg (SWE) |

|                                                                         |                                             |       |                   |                                                                                      |
| 27 augustus Vriendschappelijk № 60 «onderlinge duels» 17:45 uur (UTC+1) | Finland                                     | 2 – 1 | Estland           | Töölön Pallokenttä, Helsinki Toeschouwers: 3.000 Scheidsrechter: Osborn Wenzel (SWE) |
| 27 augustus Vriendschappelijk № 60 «onderlinge duels» 17:45 uur (UTC+1) | Albin Lönnberg 15' (pen.) Aulis Koponen 57' |       | 49' Arnold Pihlak | Töölön Pallokenttä, Helsinki Toeschouwers: 3.000 Scheidsrechter: Osborn Wenzel (SWE) |

|                                                                         |                                                             |       |                     |                                                                                       |
| 15 september Vriendschappelijk № 61 «onderlinge duels» 4:00 uur (UTC+2) | Finland                                                     | 3 – 1 | Letland             | Töölön Pallokenttä, Helsinki Toeschouwers: 4.000 Scheidsrechter: Axel Bergqvist (SWE) |
| 15 september Vriendschappelijk № 61 «onderlinge duels» 4:00 uur (UTC+2) | Torsten Svanström 10' Arvo Närvänen 13' Yrjö Suontausta 17' |       | 43' Ērihs Pētersons | Töölön Pallokenttä, Helsinki Toeschouwers: 4.000 Scheidsrechter: Axel Bergqvist (SWE) |

|                                                                                   | |       |         |                                                                                           |
| 13 oktober Noords Kampioenschap 1929/32 № 62 «onderlinge duels» 13:30 uur (UTC+1) | Denemarken                                                                                                   | 8 – 0 | Finland | Københavns Idrætspark, Kopenhagen Toeschouwers: 20.000 Scheidsrechter: Moritz Fuchs (GER) |
| 13 oktober Noords Kampioenschap 1929/32 № 62 «onderlinge duels» 13:30 uur (UTC+1) | Pauli Jørgensen 11', 41', 73' Henry Hansen 30', 34' Kaj Uldaler 61' Svend Aage Eriksen 70' Michael Rohde 87' |       |         | Københavns Idrætspark, Kopenhagen Toeschouwers: 20.000 Scheidsrechter: Moritz Fuchs (GER) |

|                                                                        |                                                                 |       |         |                                                                                 |
| 20 oktober Vriendschappelijk № 63 «onderlinge duels» 15:00 uur (UTC+1) | Duitsland                                                       | 4 – 0 | Finland | Altonaerstadion, Hamburg Toeschouwers: 20.000 Scheidsrechter: Bjarne Bech (NOR) |
| 20 oktober Vriendschappelijk № 63 «onderlinge duels» 15:00 uur (UTC+1) | Fritz Szepan 52' August Sackenheim 61', 81' Richard Hofmann 70' |       |         | Altonaerstadion, Hamburg Toeschouwers: 20.000 Scheidsrechter: Bjarne Bech (NOR) |

Finse voetbalbond · A-internationals · Bondscoaches · Statistieken · Fins vrouwenelftal · Olympisch elftal · Finland U21 · Finland U20 · Finland U19 · Finland U18 · Finland U17 · Finland U16
1911 – 1919 ·
1920 – 1929 ·
1930 – 1939 ·
1940 – 1949 ·
1950 – 1959 ·
1960 – 1969 ·
1970 – 1979 ·
1980 – 1989 ·
1990 – 1999 ·
2000 – 2009 ·
2010 – 2019 ·
2020 − 2029
EK 2020
OS 1912 ·
OS 1936 ·
OS 1952 ·
OS 1980
1911 · 
1912 · 
1913 · 
1914 · 
1915 · 1916 · 1917 · 1918 · 
1919 · 
1920 · 
1921 · 
1922 · 
1923 · 
1924 · 
1925 · 
1926 · 
1927 · 
1928 · 
1929 · 
1930 · 
1931 · 
1932 · 
1933 · 
1934 · 
1935 · 
1936 · 
1937 · 
1938 · 
1939 · 
1940 · 
1941 · 
1942 · 
1943 · 
1944 · 
1945 · 
1946 · 
1947 · 
1948 · 
1949 · 
1950 · 
1952 · 
1952 · 
1953 · 
1954 · 
1955 · 
1956 · 
1957 · 
1958 · 
1959 · 
1960 · 
1961 · 
1962 · 
1963 · 
1964 · 
1965 · 
1966 · 
1967 · 
1968 · 
1969 · 
1970 · 
1971 · 
1972 · 
1973 · 
1974 · 
1975 · 
1976 · 
1977 · 
1978 · 
1979 · 
1980 · 
1981 · 
1982 · 
1983 · 
1984 · 
1985 · 
1986 · 
1987 · 
1988 · 
1989 · 
1990 · 
1991 · 
1992 · 
1993 · 
1994 · 
1995 · 
1996 · 
1997 · 
1998 · 
1999 · 
2000 · 
2001 · 
2002 · 
2003 · 
2004 · 
2005 · 
2006 · 
2007 · 
2008 · 
2009 · 
2010 · 
2011 · 
2012 · 
2013 · 
2014 · 
2015 · 
2016 · 
2017 · 
2018 ·
2019 ·
2020
Albanië ·
Algerije ·
Andorra ·
Armenië ·
Azerbeidzjan ·
Bahrein ·
Barbados ·
België ·
Bermuda ·
Bolivia ·
Bosnië en Herzegovina ·
Brazilië ·
Bulgarije ·
Canada ·
Chili ·
China ·
Colombia ·
Costa Rica ·
Cyprus ·
Denemarken ·
DDR ·
(West-)Duitsland ·
Ecuador ·
Egypte ·
Engeland ·
Estland ·
Faeröer ·
Frankrijk ·
Georgië ·
Griekenland ·
Honduras ·
Hongarije ·
Ierland ·
IJsland ·
India ·
Irak ·
Israël ·
Italië ·
Japan ·
Jemen ·
Joegoslavië ·
Jordanië ·
Kameroen ·
Kazachstan ·
Koeweit ·
Kosovo ·
Kroatië ·
Letland ·
Liechtenstein ·
Litouwen ·
Luxemburg ·
Maleisië ·
Malta ·
Marokko ·
Mexico ·
Moldavië ·
Montenegro ·
Nederland ·
Noord-Ierland ·
Noord-Korea ·
Noord-Macedonië ·
Noorwegen ·
Oekraïne · 
Oman ·
Oostenrijk ·
Peru ·
Polen ·
Portugal ·
Qatar ·
Roemenië ·
Rusland ·
San Marino ·
Saoedi-Arabië ·
Schotland ·
Servië ·
Servië en Montenegro ·
Singapore ·
Slovenië ·
Slowakije ·
Sovjet-Unie ·
Spanje ·
Thailand ·
Trinidad en Tobago ·
Tsjechië ·
Tsjecho-Slowakije ·
Tunesië ·
Turkije ·
Uruguay ·
Verenigde Arabische Emiraten ·
Verenigde Staten ·
Wales ·
Wit-Rusland ·
Zuid-Korea ·
Zweden ·
Zwitserland
België (2021) · 
Denemarken (2021) · 
Rusland (2021)
België · Bulgarije · Denemarken · Duitsland · Engeland · Estland · Finland · Frankrijk · Griekenland · Hongarije · Ierland · Italië · Joegoslavië · Letland · Litouwen · Luxemburg · Nederland · Noord-Ierland · Noorwegen · Oostenrijk · Polen · Portugal · Roemenië · Schotland · Sovjet-Unie · Spanje · Tsjecho-Slowakije · Turkije · Wales · Zweden · Zwitserland